# Саркісян Альберт Ельвадікович
Не варто плутати з футболістом «Арарата» і «Динамо» (Київ) Саркісяном Альбертом Володимировичем
Альберт Ельвадікович Саркісян (вірм. Ալբերտ Էլվադիկի Սարգսյան, нар. 15 травня 1975, Нальчик) — колишній вірменський футболіст, що грав на позиції півзахисника, фланговий півзахисника.
Виступав, зокрема, за клуб «Локомотив» (Москва), у складі якого став дворазовим володарем кубка Росії, а також національну збірну Вірменії.

## Клубна кар'єра
У дорослому футболі дебютував 1992 року виступами за «Спартак-Нальчик», в якому провів неповних шість сезонів, взявши участь у 119 матчах чемпіонату.
Своєю грою за цю команду привернув увагу представників тренерського штабу московського «Локомотива», до складу якого приєднався 1997 року. Відіграв за московських залізничників наступні чотири з половиною сезони своєї ігрової кар'єри. За цей час у складі «залізничників» став дворазовим володарем кубка Росії, тричі віце-чемпіоном Росії і два рази виходив до півфіналу Кубку Кубків. Більшість часу, проведеного у складі московського «Локомотива», був основним гравцем команди.
На початку 2002 року став гравцем московського «Торпедо», але вже незабаром був відданий в оренду в київський «Арсенал».
Після того виступав за «Аланію», «Амкар», «Терек», «МВС Росії» та «Атирау», проте в жодному клубі надовго не затримувався.
Завершив професійну ігрову кар'єру у «Локомотиві-2», що виступав у третьому за рівнем дивізіоні Росії.

## Виступи за збірні
1990 року провів один матч у складі національної збірної СРСР, проте він не був визнаний ФІФА.
Народившись поза межами Вірменської РСР, Саркисян, як і багато гравців, отримав пропозицію від Федерації футболу Вірменії прийняти громадянство Вірменії та виступати у складі національної збірної. Давши позитивну відповідь, дебютував у збірній 7 травня 1997 проти української збірної в Києві. За збірну Вірменії провів 33 матчі, забив 3 м'ячі. Причому всі три м'ячі забив у ворота збірної України.

## Статистика

### Збірна
| Вірменія | Вірменія | Вірменія |
| Рік      | Ігор     | Голів    |
| -------- | -------- | -------- |
| 1997     | 5        | 0        |
| 1998     | 3        | 0        |
| 1999     | 6        | 0        |
| 2000     | 1        | 0        |
| 2001     | 5        | 0        |
| 2002     | 3        | 1        |
| 2003     | 5        | 2        |
| 2004     | 4        | 0        |
| 2005     | 1        | 0        |
| Всього   | 33       | 3        |

## Досягнення
- «Локомотив» (Москва)
- командні:
  - Срібний призер чемпіонату Росії: 1999, 2000, 2001
  - Бронзовий призер чемпіонату Росії: 1998
  - Володар Кубка Росії: 1999/00, 2000/01
  - Фіналіст Кубка Росії: 1997/98
  - Півфіналіст Кубка володарів кубків УЄФА: 1997/98, 1998/99
- особисті: 
  - В списках 33-х найкращих футболістів Росії: № 2 — 1999.

- «Атирау»
  - Володар Кубка Казахстану: 2009